# 阿尔坎特拉德克苏克尔
阿尔坎特拉德克苏克尔，是西班牙瓦伦西亚自治区巴伦西亚省的一个市镇。总面积3平方公里，总人口1419人（2001年），人口密度473人/平方公里。

## 友好城市
- 法國 古宗